# Nord-Fugløya
Nord-Fugløya o Fugløya es una isla deshabitada en el municipio de Karlsøy en Troms, Noruega. Tiene una superficie de 21,3km y está protegida como reserva natural. El punto más alto es el monte Fugløykallen con 750 m s. n. m. El faro de Fugløykalven se localiza al norte de la isla.